# Al-Musta'sim
al-Musta'sim, död 1258, var abbasidernas 37:e kalif. Han var regerade kalif i Abbasidkalifatet mellan 1242 och 1258. 